# Товариство опіки над українськими емігрантами (Львів)
Това́риство опі́ки над украї́нськими еміѓрантами — засноване у Львові в 1925 році товариство для допомоги й зв'язку з емігрантами з рідних земель. Видавало часопис «Український Еміґрант». Товариство мало до початку 1930-х років свої бюра в Тернополі, Станиславові і Самборі, та низку гуртків у Галичині, а також філію з аналогічною назвою в Канаді. Головою товариства весь час був Микола Заячківський. По зменшенні еміграції в 1930-х роках діяльність Товариства послабла. У 1939 році, незабаром після смерті Заячківського, товариство перестало існувати.